# Kasei Valles
Kasei Valles je ohromný systém kaňonů v oblasti Mare Acidalium a Lunae Palus na Marsu. Ohromný systém je rozšířen až po 300 mil, jedná se o jeden z nejdelších odtokových kanálů na povrchu Marsu. Kasei Valles počíná u Echus Chasma poblíž systému Valles Marineris, dále vede na sever a směřuje do Chryse Planitia, nedaleko od místa přistání sondy Viking 1. Ohromné údolí Kasei Valles se dělí na dvě větvě, které obepínají ostrov, nazývaný Sacra Mensa. Některé části Kasei Valles jsou až 2 - 3 km hluboké. Pravděpodobný původ údolí je vytvoření tekutou vodou razící si cestu po povrchu planety, po zahřátí oblasti vulkanickou činností. Dokonce se objevují i spekulace o možném pohybu ledovců na Marsu, i když nejsou přímé důkazy.

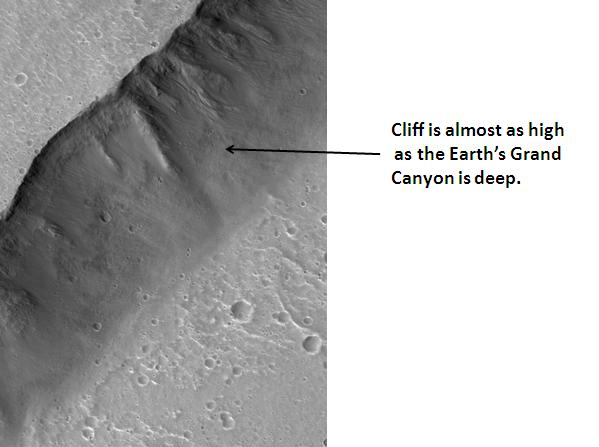
Systém Kasei Valles, pozorován z sondy HiRISE.
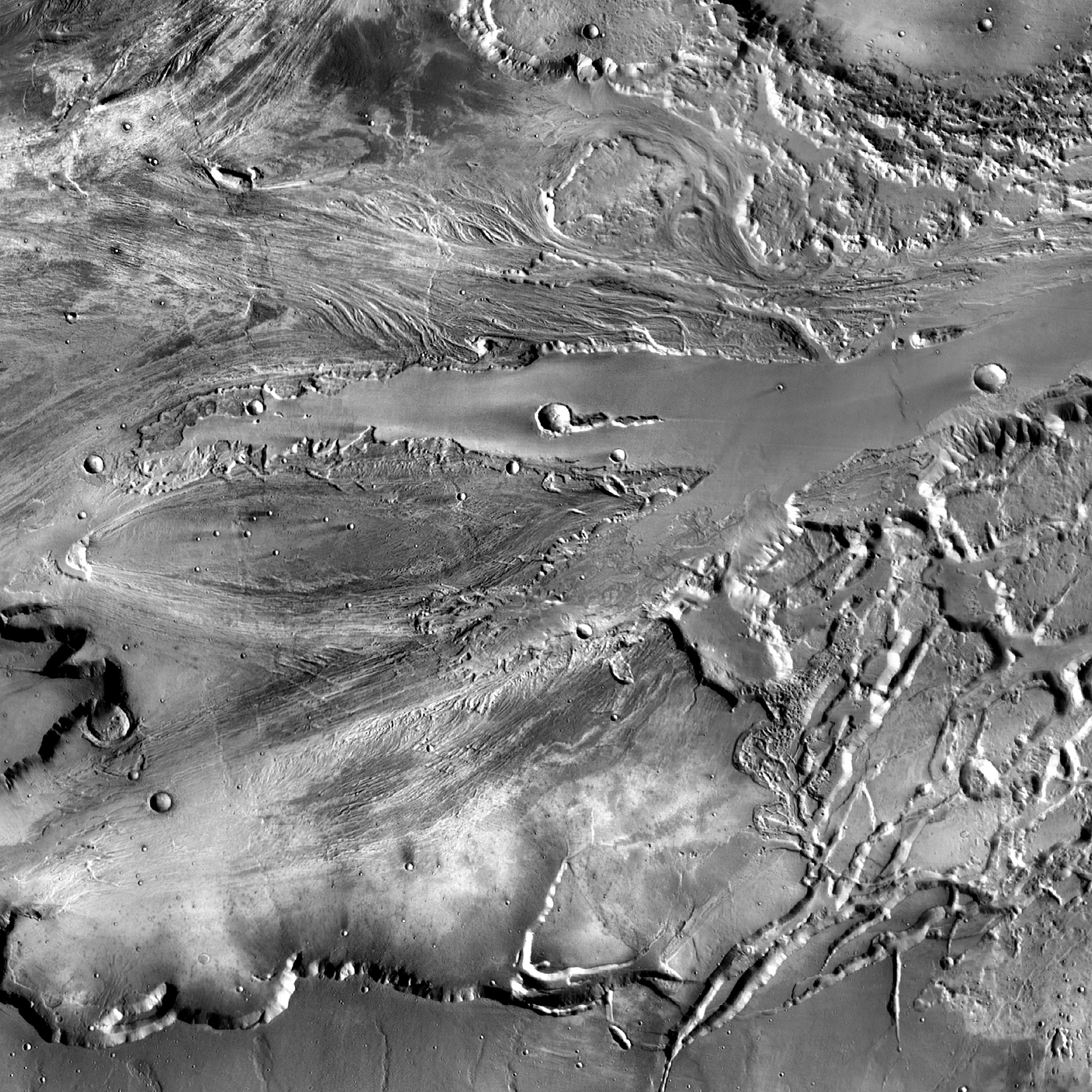
Systém údolí Kasei Valles.
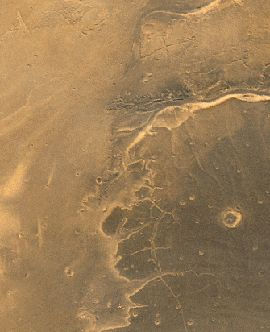
Snímek povrchu Marsu s Kasei Valles.
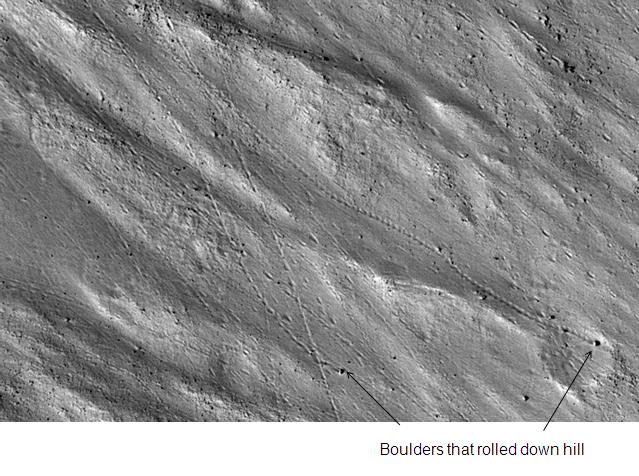
Snímek zachycující pohybující se kamení na Marsu v oblasti Kasei Valles.